# Olmito
Olmito è un census-designated place (CDP) degli Stati Uniti d'America della contea di Cameron nello Stato del Texas. La popolazione era di 1 210 abitanti al censimento del 2010.

## Geografia fisica
Olmito è situata a 26°01′11″N 97°32′05″W (26.019655, -97.534690).
Secondo lo United States Census Bureau, il CDP ha una superficie totale di 1,87 km², dei quali 1,66 km² di territorio e 0,21 km² di acque interne (11,48% del totale).

## Società

### Evoluzione demografica
Secondo il censimento del 2010, la popolazione era di 1 210 abitanti.

### Etnie e minoranze straniere
Secondo il censimento del 2010, la composizione etnica del CDP era formata dal 62,81% di bianchi, lo 0,58% di afroamericani, l'1,49% di nativi americani, lo 0% di asiatici, lo 0% di oceanici, il 35,12% di altre razze, e lo 0% di due o più etnie. Ispanici o latinos di qualunque razza erano il 95,79% della popolazione.